# 4 век пр.н.е.

## Събития
- Край на културата на плочестите гробове в Южен Сибир и Монголия. Траките са подчинени от Филип и Александър Македонски, но в края на века възвръщат самостоятелността си.
- 396 пр.н.е. – римският военачалник Марк Фурий Камил разрушава етруския град Вейи
- 376 пр.н.е. – тракийският град Абдера е заплашен от трибалите
- 333 пр.н.е. – Александър Велики основава град Александрета, днес Искендерун
- 330 пр.н.е. – Александър Велики опожарява персийската столица Персеполис
- 329 пр.н.е. – Александър Велики основава Александрия Есхата в Трансоксиана
- 317 пр.н.е. – поражение на Спарта във войната ѝ срещу Тива

## Личности
- 399 пр.н.е. – умира Сократ, гръцки философ (* 469 пр.н.е.)
- 395 пр.н.е. – умира Лисандър, спартански политик и военачалник
- 385 пр.н.е. – умира Аристофан, гръцки драматург, автор на комедии (* 446 пр.н.е.)
- 384 пр.н.е. – роден Аристотел, гръцки философ († 322 пр.н.е.)
- 380 пр.н.е. – роден Дарий III, цар на Персия († 330 пр.н.е.)
- 376 пр.н.е. – родена Олимпия, съпруга на цар Филип II на Македония и майка на Александър Велики (+ 316 пр.н.е.)
- 356 г. пр.н.е. – роден Александър Велики († 323 пр.н.е.)
- 347 или 348 г. пр.н.е. – умира Платон, гръцки философ (* ок. 427 пр.н.е.)
- ок. 341 пр.н.е. – роден Епикур, древногръцки философ († ок. 270 пр.н.е.)
- 336 пр.н.е. – Филип II, цар на Македония, е убит
- ок.325 пр.н.е. – роден Зенодот Ефески, първият библиотекар на Александрийската библиотека († 260 пр.н.е.)
- 325 г. пр.н.е. – умира Аминта, сатрап на Александър Велики
- ок. 319 пр.н.е. – роден Пир († 272 пр.н.е.), велик пълководец и цар на Епир
- 305 пр.н.е. – роден Калимах от Кирена, основател на научната филология
- 304 г. пр.н.е. – роден индийският император Ашока